# Sông Mã Đà
Sông Mã Đà là một con sông đổ ra Sông Bé. Sông có chiều dài 99 km và diện tích lưu vực là 600 km². Sông Mã Đà chảy qua các tỉnh Đồng Nai, Bình Phước, Bình Dương.